# 457

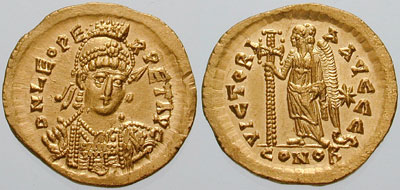
Solidus van keizer Leo I (r. 457-474)

Het jaar 457 is het 57e jaar in de 5e eeuw volgens de christelijke jaartelling.

## Gebeurtenissen

### Klein-Azië
- Keizer Marcianus overlijdt in Constantinopel, na een regeringsperiode van bijna 7 jaar, aan een infectie aan de voeten (gangreen) die hij heeft opgelopen tijdens een religieuze reis.
- 7 februari - Leo I (r. 457-474) wordt gekroond tot keizer van het Oost-Romeinse Rijk. Hij ontvangt als eerste de keizerskroon uit handen van Anatolius, patriarch van Constantinopel.

### Europa
- De Visigoten onder leiding van Theodorik II veroveren de strategische stad Arelate (Zuid-Gallië). Dit uit wraak voor de dood van Avitus en het niet erkennen van Majorianus als keizer van het Westen.
- De Franken bezetten de steden Keulen en Trier in het noorden van Gallië.

### Italië
- 1 april - Majorianus wordt, nadat hij de Alemannen bij Lago Maggiore (Italië) heeft verslagen, door het Romeinse leger tot keizer uitgeroepen.
- 28 december - Majorianus (r. 457-461) wordt gekroond tot keizer van het West-Romeinse Rijk en erkend door paus Leo I. Het geslonken rijk bestaat feitelijk nog slechts uit de landen Italië, Dalmatië, Raetia (Zwitserland), Noricum (Oostenrijk) en Noord-Gallië.

### Perzië
- Hormazd III (457-459) volgt zijn vader Yazdagird II op als achttiende koning (sjah) van het Perzische Rijk.

## Overleden
- Marcianus (65), keizer van het Oost-Romeinse Rijk
- Pelagia van Antiochië, kluizenares en patroonheilige
- Yazdagird II, koning van de Sassaniden (Perzië)